# Monte Roberto
Monte Roberto é uma comuna italiana da região dos Marche, província de Ancona, com cerca de 2 446 habitantes. Estende-se por uma área de 13 km², tendo uma densidade populacional de 188 hab/km². Faz fronteira com Castelbellino, Cupramontana, Jesi, Maiolati Spontini, San Paolo di Jesi.

## Demografia
| Variação demográfica do município entre 1861 e 2011                               |
|                                                                                   |
| Fonte: Istituto Nazionale di Statistica (ISTAT) - Elaboração gráfica da Wikipedia |